# Reo Fortune
Reo Franklin Fortune (27 marzo 1903 – 25 novembre 1979) è stato un antropologo neozelandese.

## Biografia

### Carriera accademica
Lavorando inizialmente come psicologo, Fortune fu uno studente dei più grandi antropologi inglesi e americani del suo tempo, come Alfred Cort Haddon, Bronisław Malinowski e Alfred Reginald Radcliffe-Brown.
Viaggiò molto in vita lavorando presso diverse facoltà straniere in paesi come Hong Kong (Lingnan University; 1937–39), Stati Uniti (Toledo; 1940–41), Canada (Toronto; 1941–43), Birmania (1946–47), e, alla fine, in Inghilterra dove divenne professore di antropologia sociale all'università di Cambridge dal 1947 al 1971, come specialista della lingua e cultura Melanesiana.

### Vita privata
Sposò l'antropologa  Margaret Mead nel 1928, insieme intrapresero gli studi sul campo in Nuova Guinea dal 1931 al 1933. I due divorziarono nel 1936. Fortune successivamente sposò Eileen Pope, una neozelandese, nel 1937.
Fortune contribuì con importanti idee, studiando in modo particolare il concetto di matrimonio, proseguendo il lavoro di Claude Lévi-Strauss.
| Controllo di autorità | VIAF (EN) 88048191 · ISNI (EN) 0000 0001 0737 7941 · LCCN (EN) n86114459 · GND (DE) 127612289 · BNF (FR) cb12193320n (data) · J9U (EN, HE) 987007271426405171 · CONOR.SI (SL) 130786915 |